# Fable Heroes
Fable Heroes est un jeu vidéo de type beat them all développé par Lionhead Studios et édité par Microsoft Studios sur Xbox 360. Il sort le 2 mai 2012. Il est le premier titre de la série Fable à proposer une « ambiance familiale ».

## Système de jeu
Fable Heroes est un jeu d'aventure de hack ’n’ slash et beat them all. Le joueur contrôle l'un des 12 personnages issus des quatre jeux Fable présentés sous la forme de poupée, un élément reconnaissable de la série. Le jeu propose une coopération jusqu'à 4 joueurs via le Xbox Live ou via le multijoueur local, ainsi qu'un classement et du contre-la-montre en ligne pour le jeu compétitif.
Dans le jeu, les joueurs se déplacent à travers Albion et se battent contre des ennemis familiers de la série, ainsi que de nouveaux ennemis, pour collecter des pièces de monnaie qui sont utilisées pour débloquer de nouveaux éléments et personnages dans Fable Heroes ou dans Fable: The Journey.